# Враговац
Враговац (алб. Vragoc) је насељено место у општини Пећ, на Косову и Метохији. Према попису становништва из 2011. у насељу је живео 141 становник.

## Становништво
Према попису из 2011. године, Враговац има следећи етнички састав становништва:
| Националност | 2011.        |
| Албанци      | 140 (99,29%) |
| други        | 1 (0,71%)    |
| Укупно       | 141          |

| Демографија | Демографија | Демографија |
| Година      | Становника  | Становника  |
| ----------- | ----------- | ----------- |
| 1948.       | 166         |             |
| 1953.       | 180         |             |
| 1961.       | 215         |             |
| 1971.       | 218         |             |
| 1981.       | 245         |             |
| 1991.       | 276         |             |
| 2011.       | 141         |             |